# 카렌 (피치피치핏치)
카렌(かれん, Caren, Karen)은 만화 피치피치핏치에 등장하는 인물이다. 애니메이션 성우는 코구레 에마(일본판) / 하미경(한국판)이다.

## 개요
남빙양에 존재하는 인어나라의 공주로 보라색 진주의 소유자이다. 신장은 170cm. 혈액형은 O형. 이미지 색상은 보라색. 북빙양의 머메이드 프린세스 노엘의 쌍둥이 동생이다.